# Gideon Sundbäck
Gideon Sundbäck (Jönköping, Suecia; 24 de abril de 1880 - Meadville, Estados Unidos; 21 de junio de 1954) fue un inventor sueco que logró diversos avances en el desarrollo de la cremallera entre 1906 y 1914.
Su trabajo se basó en los aportes hechos por otros ingenieros como Elias Howe, Max Wolff y Whitcomb Judson. El nombre en inglés zipper fue dado por B.F. Goodrich, quien lo usó en un par de botas. En un inicio, la cremallera fue utilizada principalmente en botas y bolsas para tabaco; tuvieron que pasar veinte años para que el invento llegara a la industria de la moda. Recién en 1937 se adaptó el uso del cierre para los pantalones. En este sentido, cabe reseñar que fue el propio Gideon Sundbäck quien inventó una máquina para producirlos en serie. 
Sundbäck es considerado canadiense por algunos. Su empresa, la Lightning Fastener Company, una de las primeras fábricas de cremalleras, estaba ubicada en St. Catharines, Ontario. Aunque Sundbäck frecuentaba dicho sitio, no se puede decir que fuese un residente o ciudadano canadiense.
En 2012, Google le dedicó su doodle del 24 de abril, día de su nacimiento.

## Patente de 1917

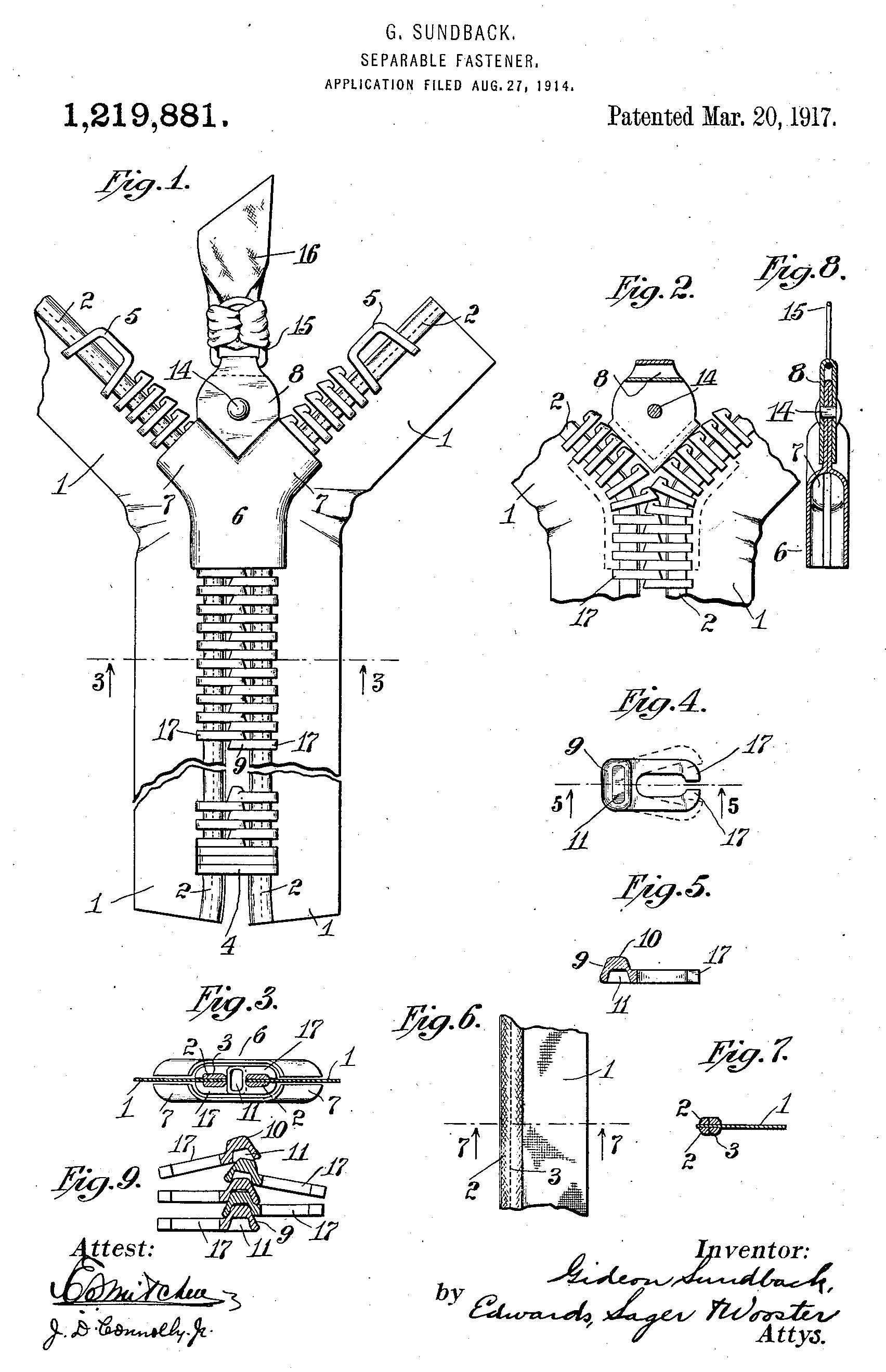
Detalles técnicos de la patente de la cremallera.

Patente de Sundback (U.S. patent #1,219,881) registrada el 1914 y aprobada el 1917: 

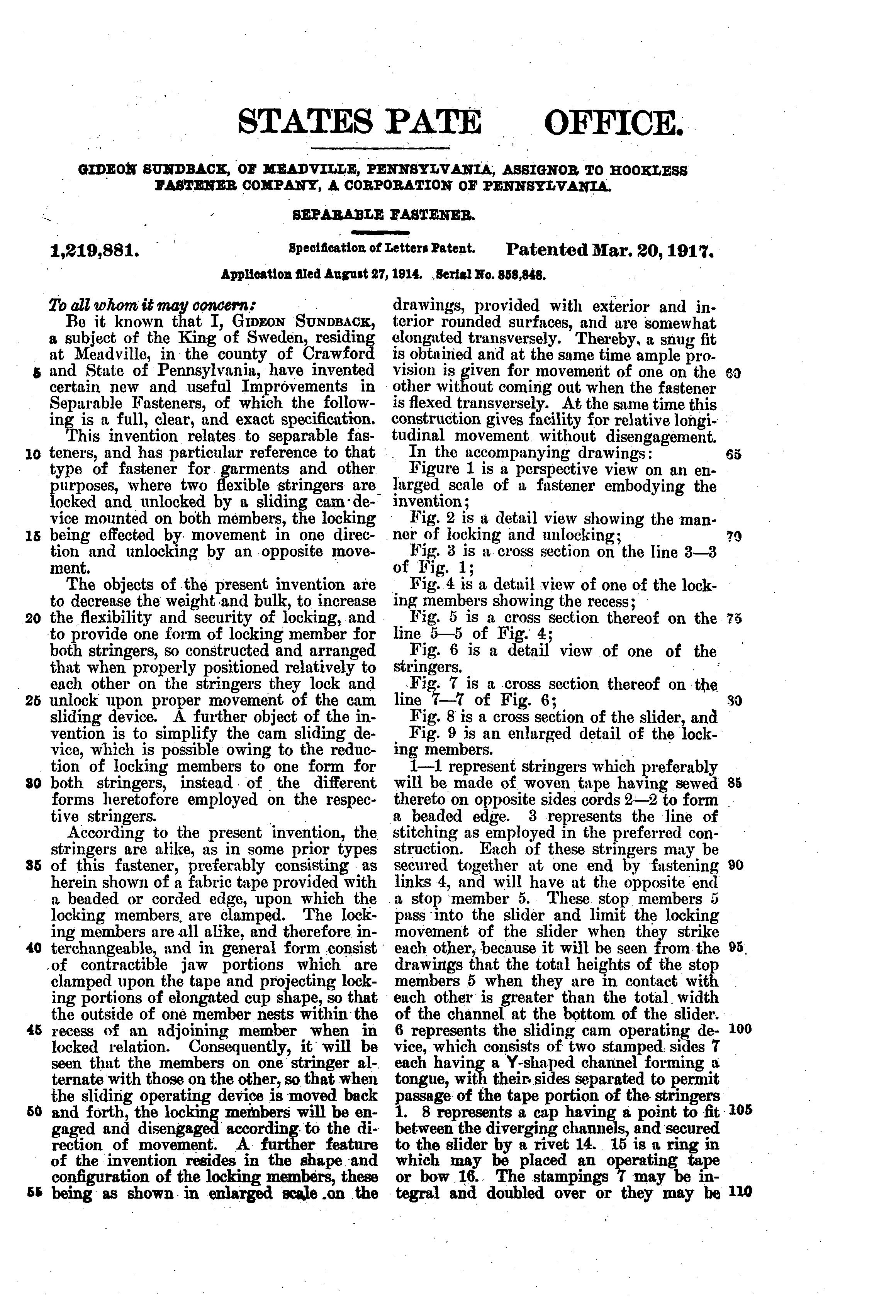
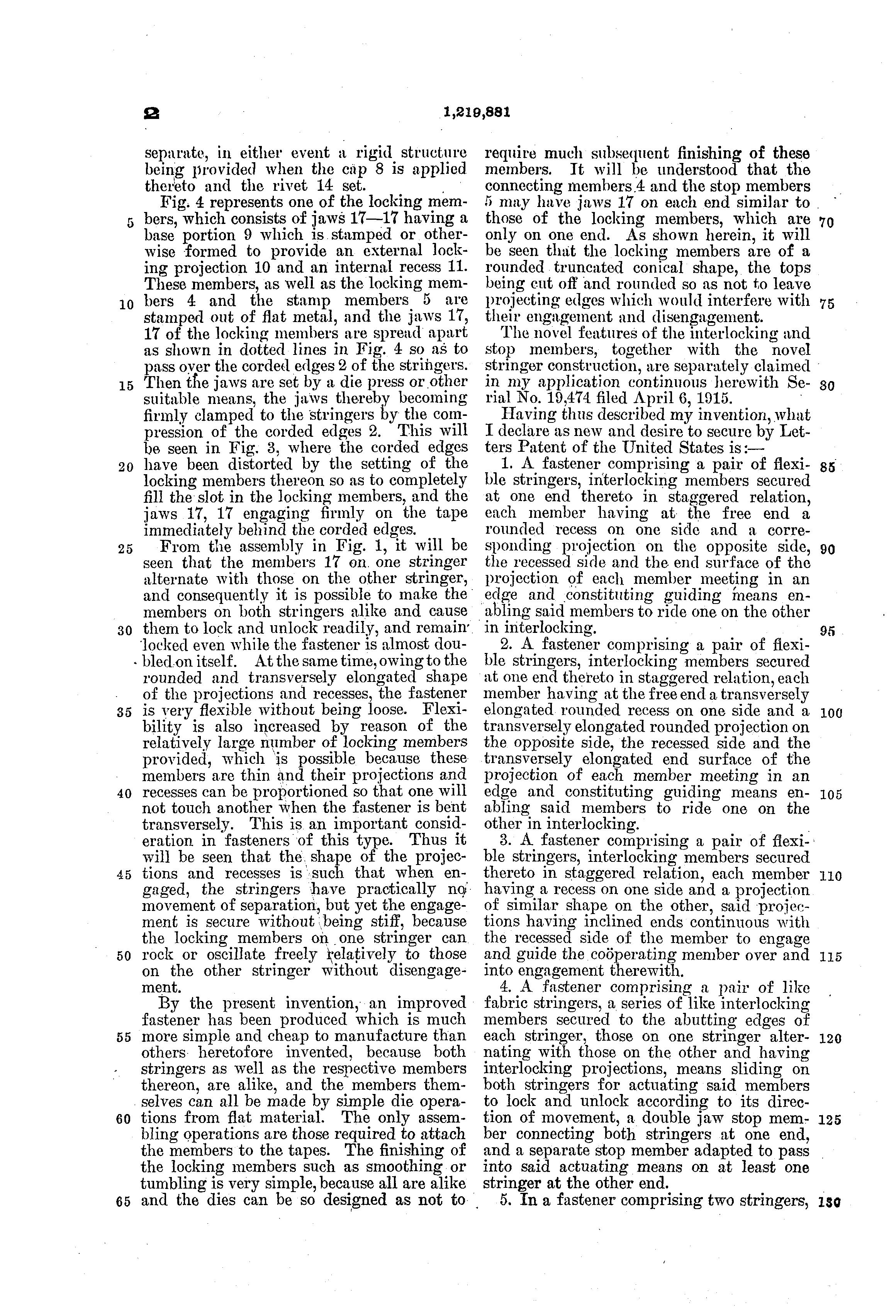
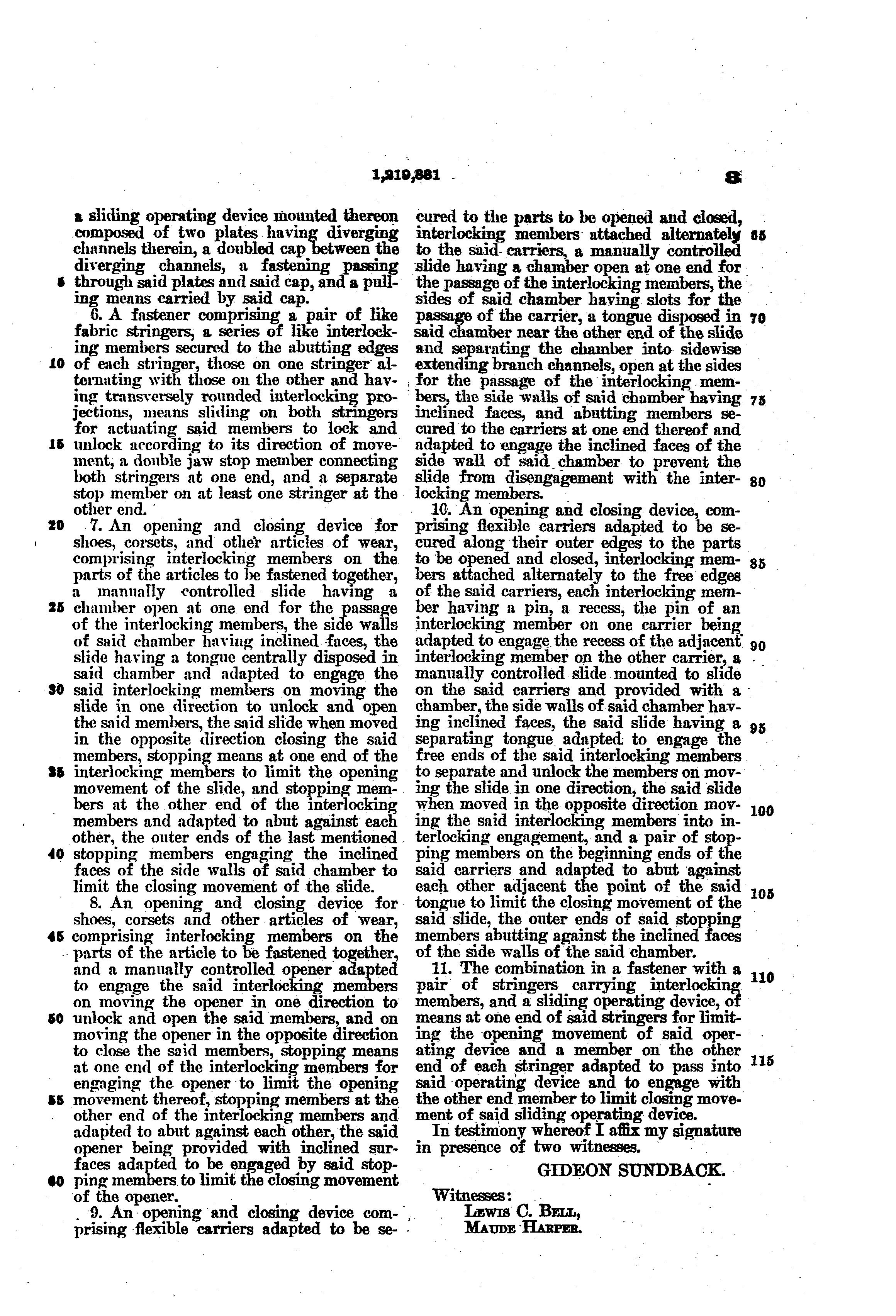
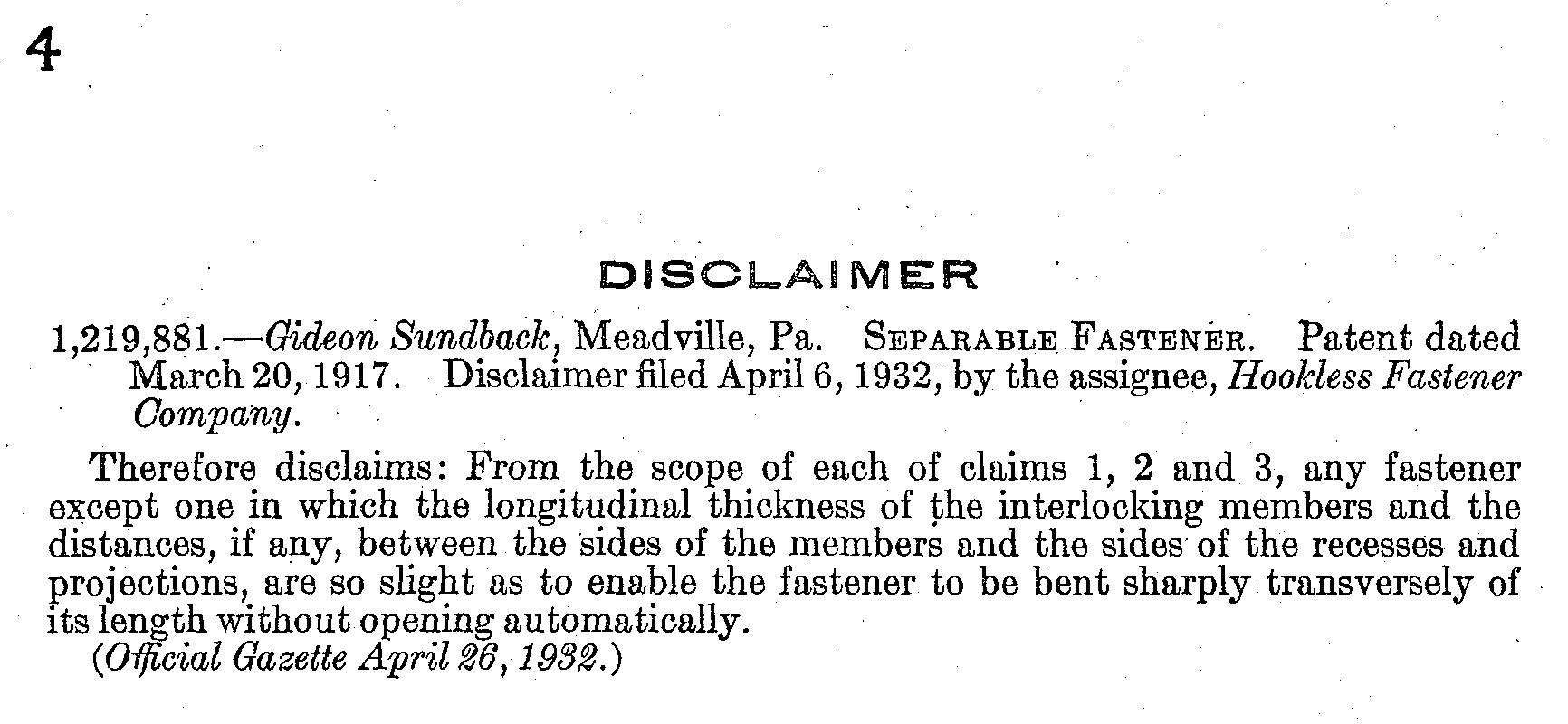